# Cantone di Fay-sur-Lignon
Il Cantone di Fay-sur-Lignon era una divisione amministrativa dell'Arrondissement di Le Puy-en-Velay.
A seguito della riforma approvata con decreto del 17 febbraio 2014, che ha avuto attuazione dopo le elezioni dipartimentali del 2015, è stato soppresso.

## Composizione
Comprendeva 6 comuni:
- Champclause
- Chaudeyrolles
- Les Estables
- Fay-sur-Lignon
- Les Vastres
- Saint-Front